# 白尼罗州
白尼羅州（阿拉伯语：‎）是苏丹的一个州，位於該國南部偏東，白尼羅河流經。面积30,114平方千米，人口為1,188,707人（2006年），首府拉巴克。